# جوجل باز
جوجل باز (بالإنجليزية: Google Buzz)‏ عبارة عن منصة تواصل اجتماعي والمدونات الصغيرة تم تطويرها بواسطة جوجل والتي حلت محل جوجل ويف، تم دمجها في برنامج البريد الإلكتروني جي ميل.

## تاريخ
- في 14 أكتوبر 2011، أعلنت جوجل أنها ستتوقف عن الخدمة وأن المحتوى الحالي سيكون متاحًا في وضع القراءة فقط.[3]
- تم إيقاف باز في 15 ديسمبر 2011، وحل محله جوجل بلس (الذي تم إيقافه لاحقًا في 2 أبريل 2019).[4]

## وصلات خارجية
- الموقع الرسمي

لم يتم العثور على روابط لمواقع التواصل الاجتماعي.